# Charlottenburg, Reimersholme

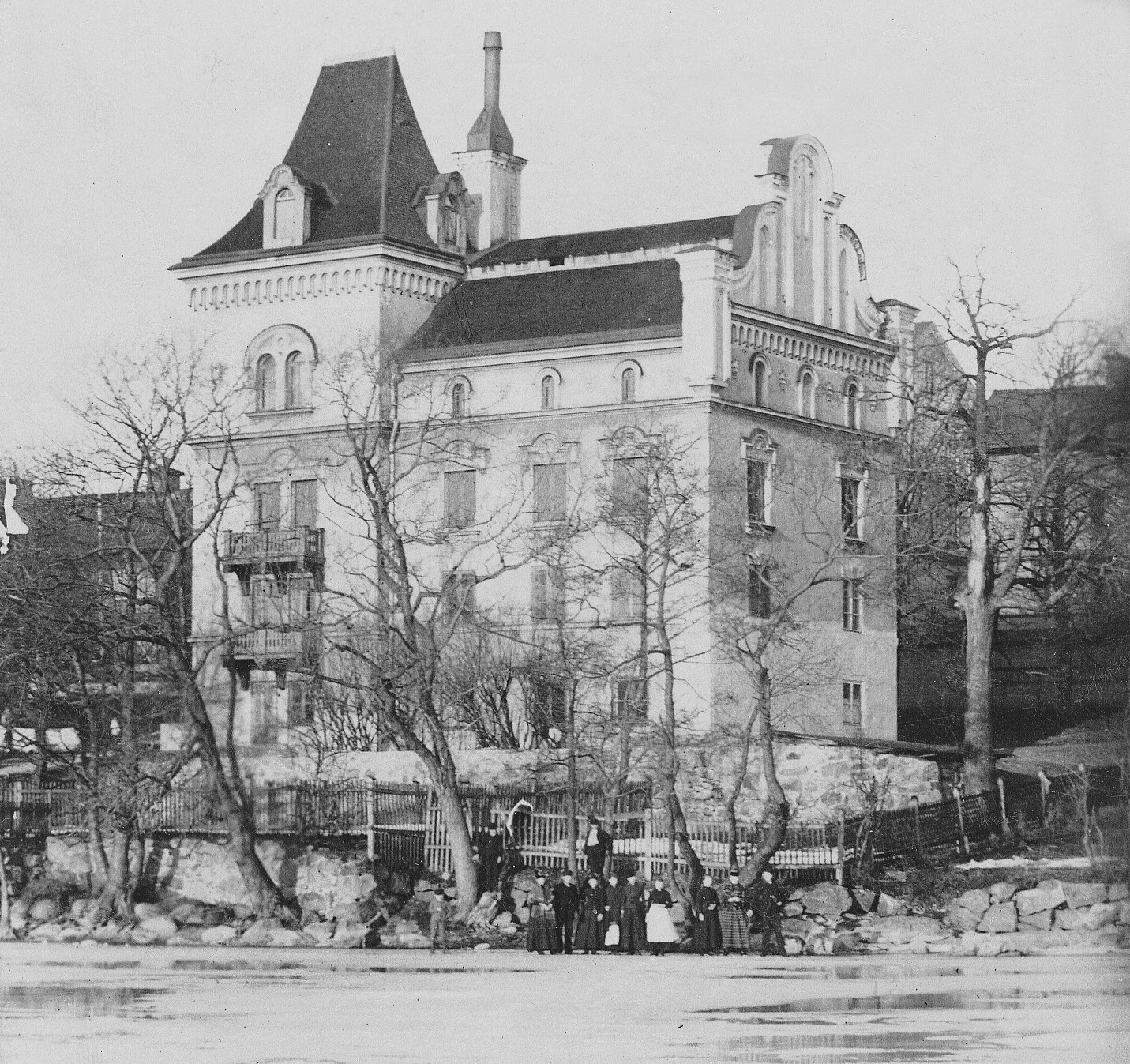
Charlottenburg, Reimersholme, 1891.

Charlottenburg (även Charlottenborg) var en malmgård belägen på västra spetsen av Reimersholme i Stockholm. Gården är känd sedan 1700-talet och ägdes av bland andra bergsrådet Gustaf von Engeström, generallöjtnant Johan August Sandels och trädgårdsmannen Daniel Müller. Byggnaden revs 1940 och 1980 uppfördes Reimersudde Seniorboende på platsen.

## Historia

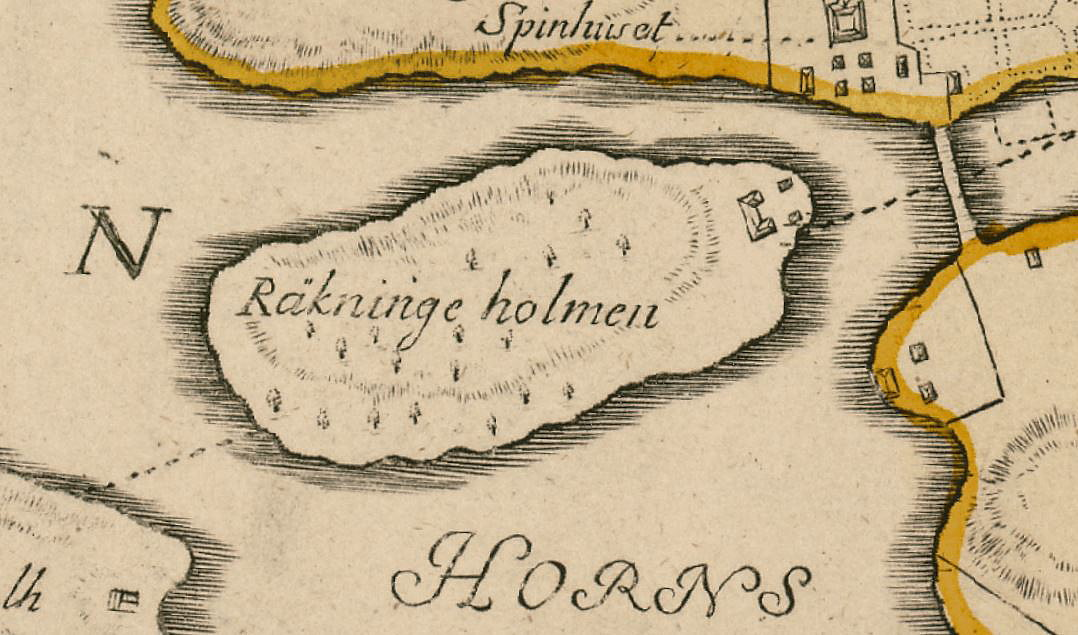
Räkninge holmen 1751.

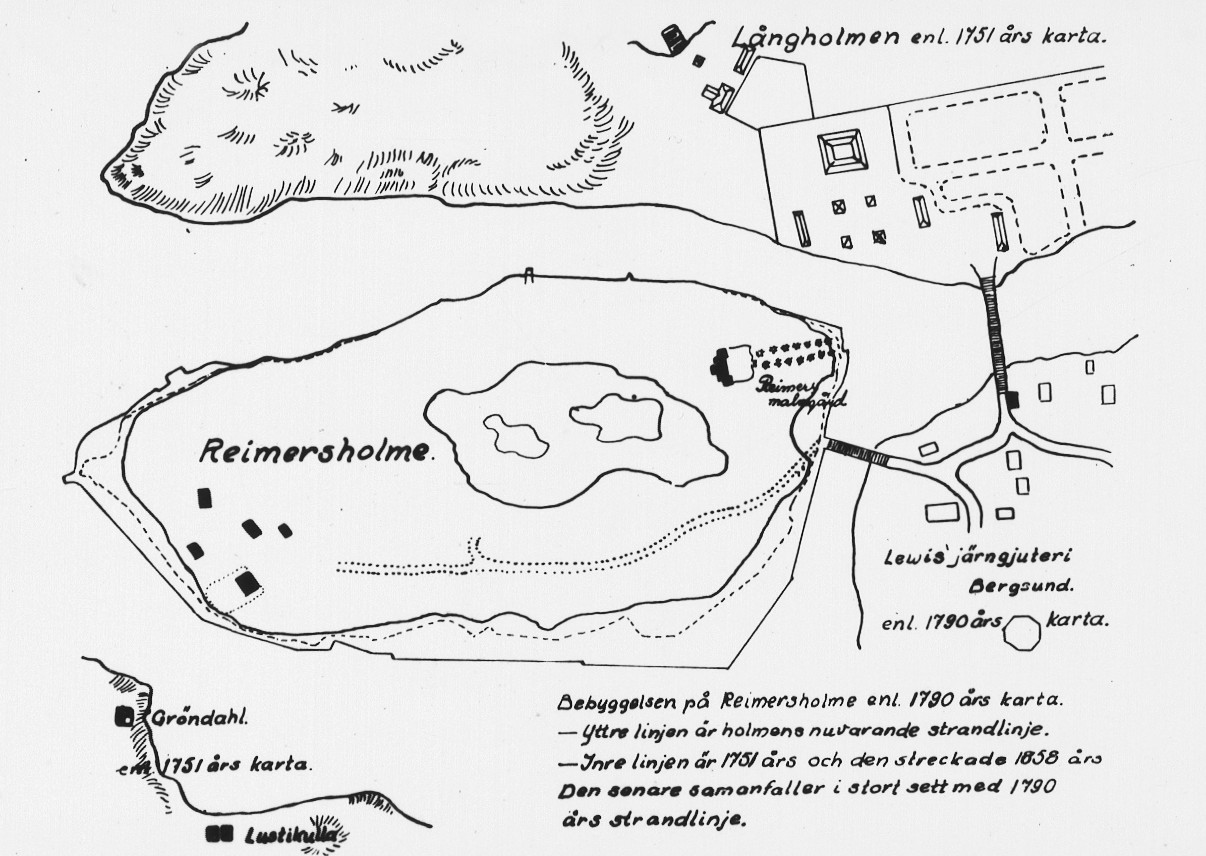
Reimersholme 1790.

Föregångaren till Charlottenburg var på 1750-talet ett litet boställe för fängelseprästen på Långholmens fängelse. Sedan prästen fått sin bostad vid Långholmens spinnhus 1784 arrenderade hattstofferaren Anders Reimers den östra delen av ön, där han byggde sig Reimers malmgård, som ännu finns kvar. Den västra delen, det blivande Charlottenburgsområdet, arrenderades på 1770-talet av bergsrådet Gustaf von Engeström som här hade en anläggning för tillverkning av så kallad skedvatten (salpetersyra). Hans anläggning kallades 1779 för Charlottenbourgs fabrique. Namnet Charlottenburg härrör troligen från Engeströms hustru, Abela Charlotta Lagerbring (det finns även en annan teori, se nedan). 1782 övertogs arrendet av advokatfiskalen i Bergskollegium, Daniel Lithander.
Reimersholme, som då kallades Räkningeholmen, ägdes vid den tiden av Kronan, men 1786 friköpte Lithander och Reimer var sin del av ön. Under Lithander utökades och förbättrades huvudbyggnaden. Poeten Johan Elers konstaterade 1801 att Lithander tillökte och förbättrade åbyggnaderne; anlade en vacker och lönande trägård, med drifhus, uppå bergen, samt satte vägen till Holmen i stånd, till detta lilla lustställe och sommarboning.
År 1797 blev apotekaren Fredrik David Görges ägare till stället. Han var mellan 1774 och 1805 ägare till Apoteket Svanen i Stockholm. Enligt en teori var det hans hustru, Charlotta, som gav stället sitt namn. Den teorin är dock inte trolig eftersom namnet "Charlottenburg" användes redan 1779 för Charlottenbourgs fabrique.
Nästa ägare till Charlottenburg var generallöjtnant Johan August Sandels. Han hade år 1816 köpt Charlottenburg och inrett den till sitt sommarnöje. Sandells lät även bygga den första bron, nuvarande Reimersholmsbron, mellan ön och Södermalm i samband med besök av kung Karl XIV Johan. Redan efter två år sålde han gården, och flyttade som riksståthållare till Norge.
År 1849 hade trädgårdsmannen Daniel Müller förvärvat Charlottenburg och där anlagt en handelsträdgård efter tyskt mönster. Trädgården var den första av sitt slag i Sverige och en förebild för efterföljare. Vid 1800-talets mitt kom malmgården i fröhandlare Erik Wilhelm Tjäders ägo som fortsatte Müllers verksamhet med handelsträdgård. Tjäder hade en känd frö- och blomsterhandel vid Munkbron och lät bygga om Charlottenburg i historiserande stil samt inrätta arbetarbostäder i huset. 1877 utbjöds genom en annons "frälselägenheten Charlottenburg" till försäljning. Därefter vandrade stället genom många händer.

### Historiska bilder

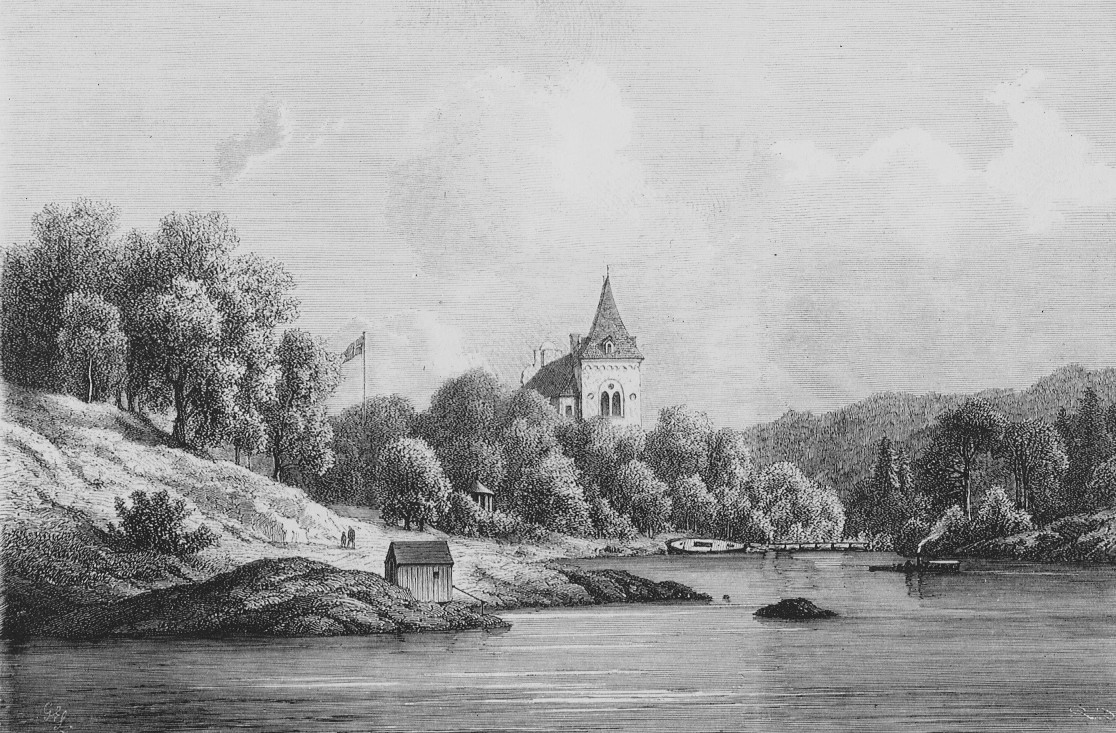
Charlottenburg, träsnitt i Nordiska tavlor, 1868.
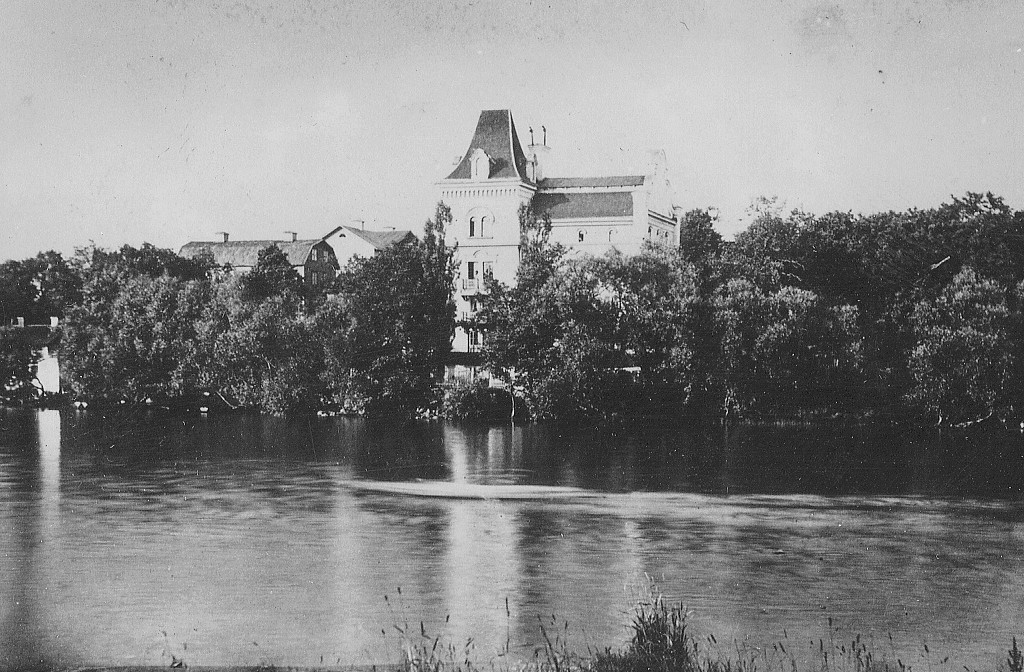
Charlottenburg, fotografi, 1883.
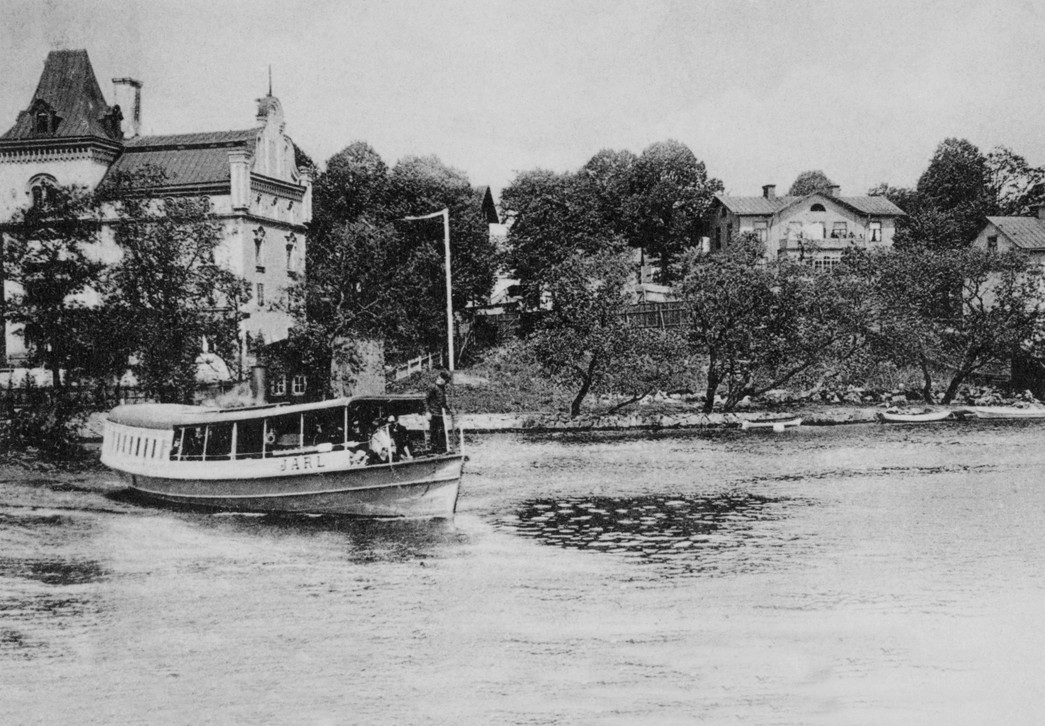
Charlottenburg med ångslupen "Jarl", 1880-tal.
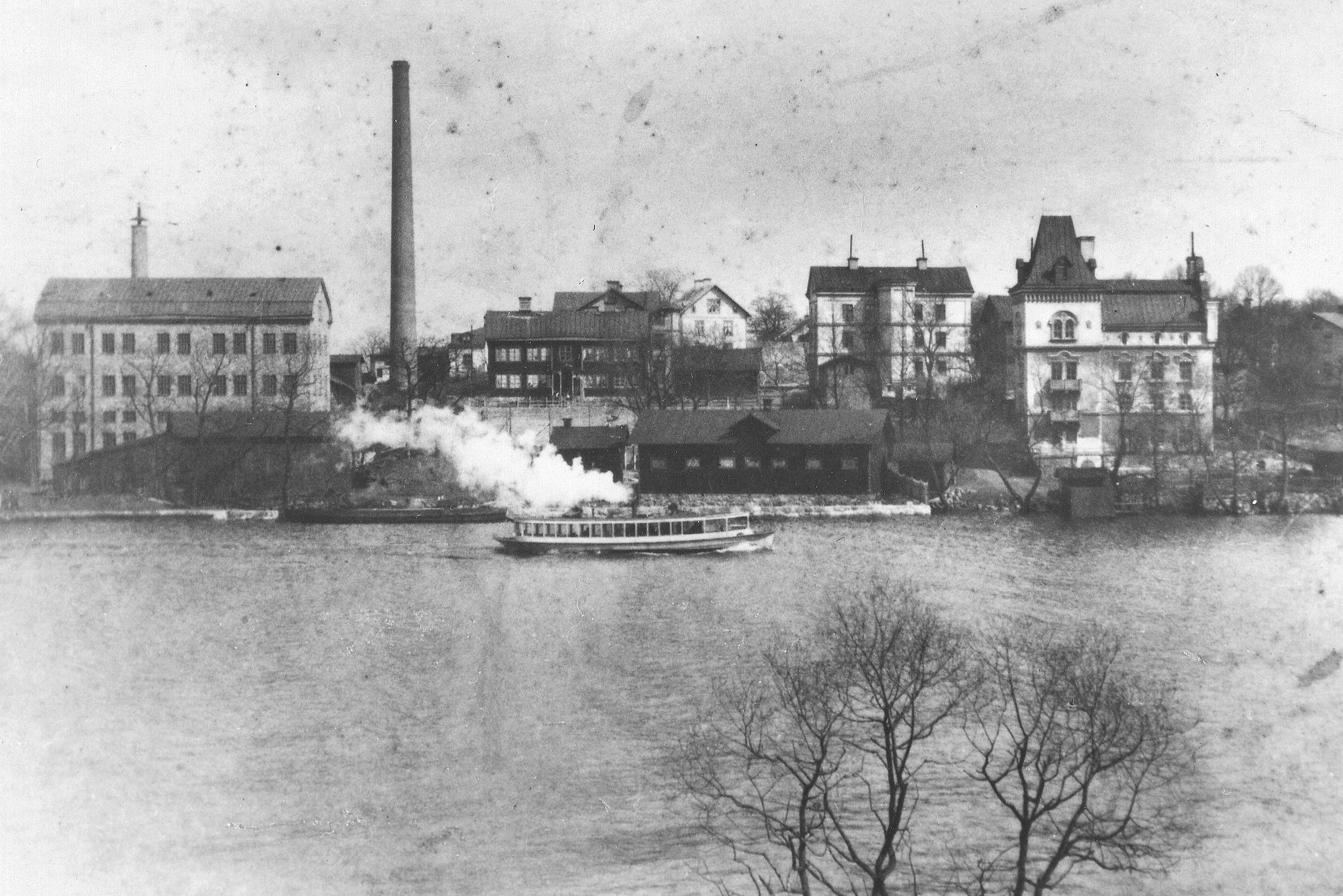
Charlottenburgsområdet 1902.

## Malmgårdens vidare öden

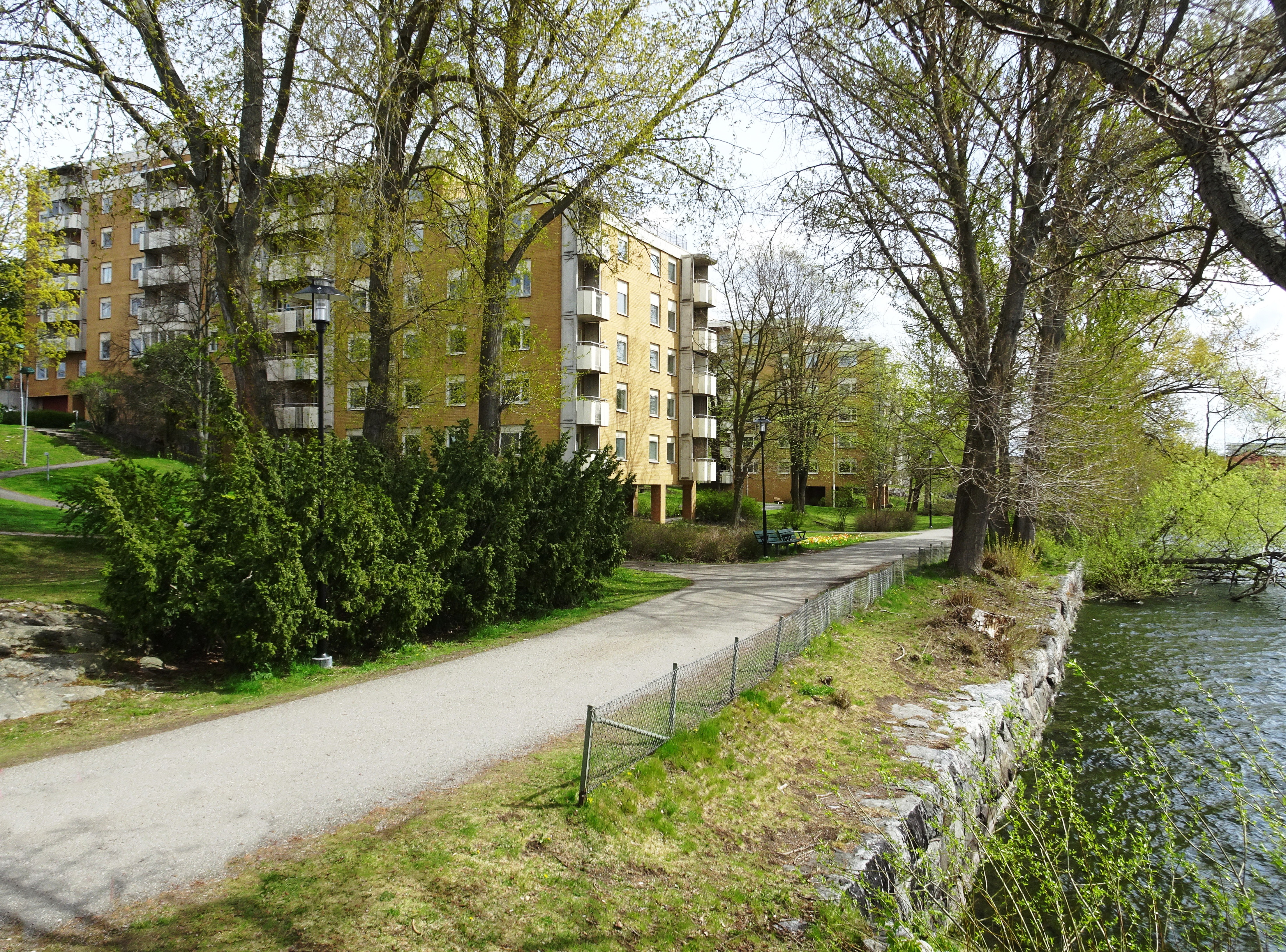
Området idag med Reimersudde Seniorboende i bakgrunden.

Under tiden hade Reimersholme förvandlats från stillsam sommarvistelseö till bullrig industriö. På norra sidan etablerades Stockholms Yllefabrik på 1860-talet och på södra sidan startades 1869 Reymersholms Spritförädlings AB av Lars Olsson Smith. De första bostäderna uppfördes på 1880-talet vid Charlottenburg och flera mindre industrier flyttade hit, bland annat ett mälteri. 
På 1940-talet revs Charlottenburg. Industriområdet försvann först i slutet av 1970-talet och på fastigheten Mälteriet 2 byggdes en större anläggning för seniorboende, Reimersudde Seniorboende, ritad av arkitekt Björn Westerberg och ägd av Micasa Fastigheter.